# Terres-de-Caux
Pour les articles homonymes, voir Caux (homonymie).
Terres-de-Caux est une commune nouvelle française créée le 1er janvier 2017 située dans le département de la Seine-Maritime, en région Normandie.
Elle regroupe les anciennes communes d'Auzouville-Auberbosc, de Bennetot, de Bermonville, de Fauville-en-Caux, de Ricarville, de Saint-Pierre-Lavis et de Sainte-Marguerite-sur-Fauville, qui sont devenues ses communes déléguées.

## Géographie

### Localisation

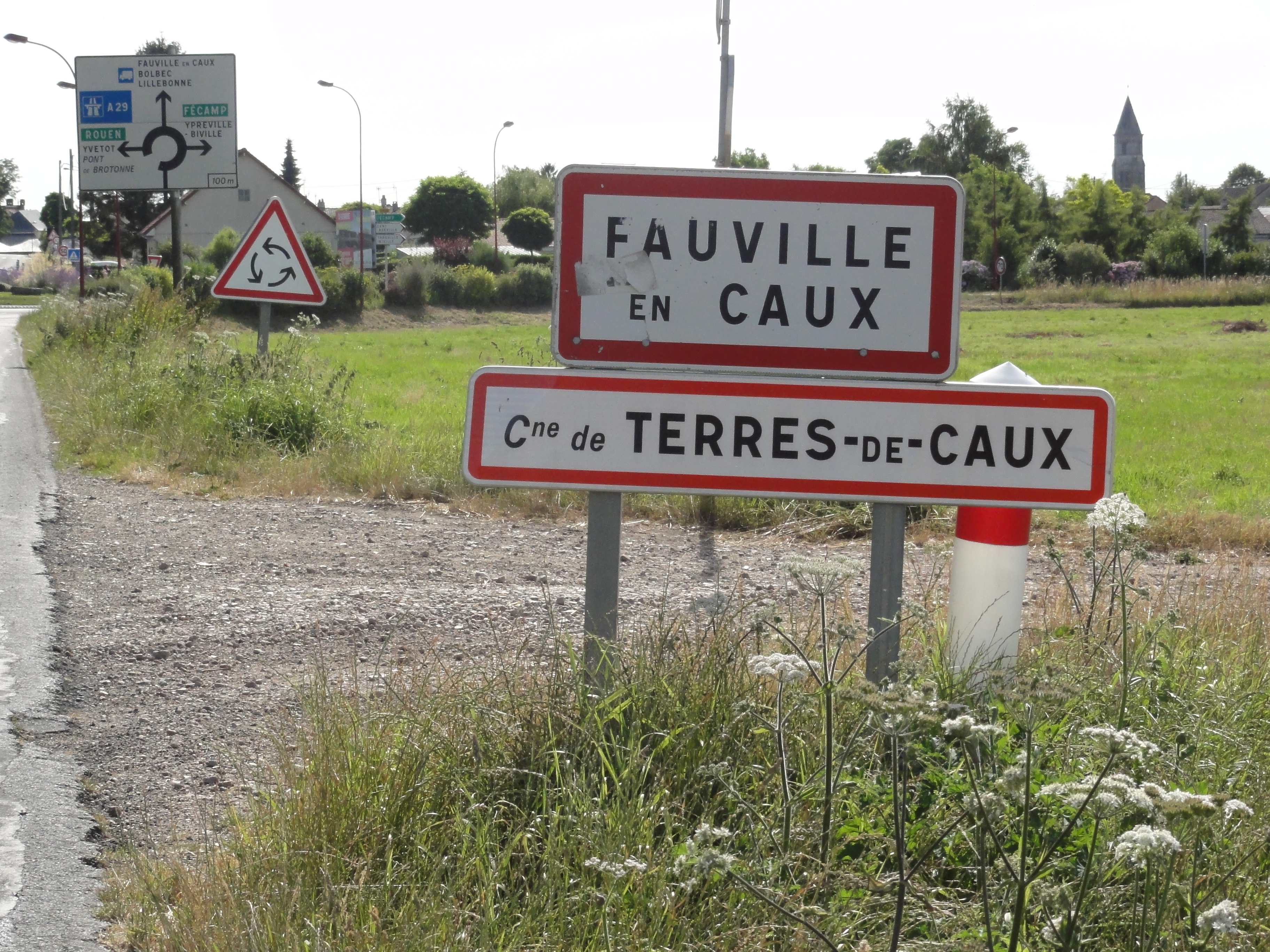
Entrée du village chef-lieu.

Terres-de-Caux est une commune périurbaine du pays de Caux en Normandie située à une vingtaine de kilomètres au sud-est  de Fécamp et de la Manche (mer), à 38 km au nord-est du Havre, à 16 km au sud-ouest d'un des méandres de la Seine à Caudebec-en-Caux et à 43 km au nord-ouest de Rouen.

### Communes limitrophes
| Sorquainville Ypreville-Biville | Normanville      | Thiouville Cliponville |
| Hattenville                     | Terres-de-Caux   | Envronville            |
| Yébleron Bolleville             | Cléville Foucart | Écretteville-lès-Baons |

### Hydrographie
La commune est située dans le bassin Seine-Normandie. Elle n'est drainée par aucun cours d'eau,. Néanmoins deux plans d'eau sont présents sur le territoire communal : la mare du Hamet (0,08 ha) et le plan d'eau 1 de la commune de Bermonville (0,85 ha),.

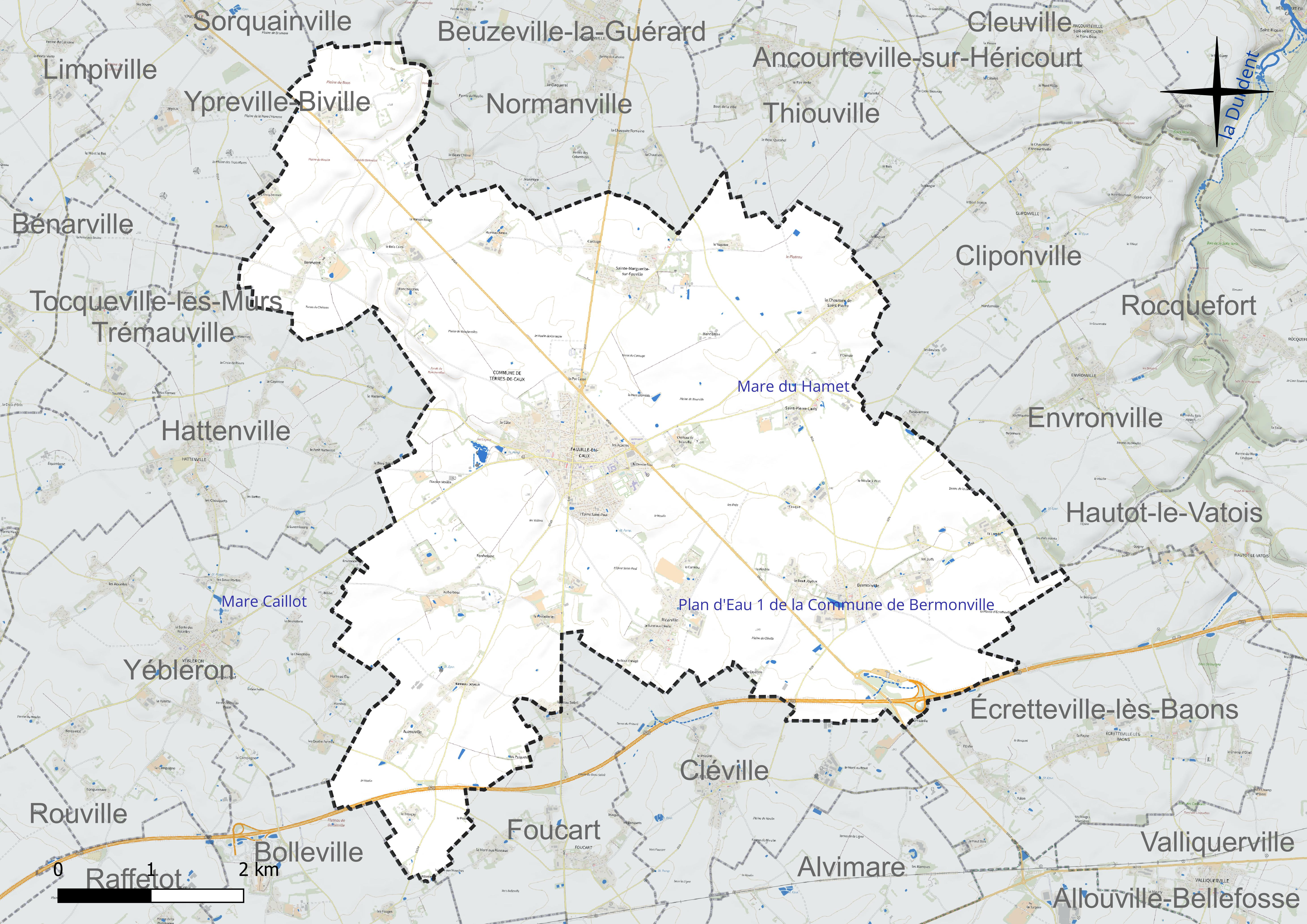
Réseau hydrographique de Terres-de-Caux.

### Climat
Pour des articles plus généraux, voir Climat de la Normandie et Climat de la Seine-Maritime.
En 2010, le climat de la commune est de type climat océanique franc, selon une étude du CNRS s'appuyant sur une série de données couvrant la période 1971-2000. En 2020, Météo-France publie une typologie des climats de la France métropolitaine dans laquelle la commune est exposée à un climat océanique et est dans la région climatique Côtes de la Manche orientale, caractérisée par un faible ensoleillement (1 550 h/an) ; forte humidité de l’air (plus de 20 h/jour avec humidité relative > 80 % en hiver), vents forts fréquents. Parallèlement le GIEC normand, un groupe régional d’experts sur le climat, différencie quant à lui, dans une étude de 2020, trois grands types de climats pour la région Normandie, nuancés à une échelle plus fine par les facteurs géographiques locaux. La commune est, selon ce zonage, exposée à un « climat maritime », correspondant au Pays de Caux, frais, humide et pluvieux, légèrement plus frais que dans le Cotentin.
Pour la période 1971-2000, la température annuelle moyenne est de 10,2 °C, avec une amplitude thermique annuelle de 13 °C. Le cumul annuel moyen de précipitations est de 987 mm, avec 13,8 jours de précipitations en janvier et 8,9 jours en juillet. Pour la période 1991-2020, la température moyenne annuelle observée sur la station météorologique la plus proche, située sur la commune d'Ectot-lès-Baons à 16 km à vol d'oiseau, est de 10,8 °C et le cumul annuel moyen de précipitations est de 905,5 mm,. Pour l'avenir, les paramètres climatiques de la commune estimés pour 2050 selon différents scénarios d'émission de gaz à effet de serre sont consultables sur un site dédié publié par Météo-France en novembre 2022.

## Urbanisme

### Typologie
Au 1er janvier 2024, Terres-de-Caux est catégorisée commune rurale à habitat dispersé, selon la nouvelle grille communale de densité à sept niveaux définie par l'Insee en 2022.
Elle appartient à l'unité urbaine de Terres-de-Caux, une unité urbaine monocommunale constituant une ville isolée,. La commune est en outre hors attraction des villes,.

### Lieux-dits, hameaux et écarts
Terres-de-Caux est structuré autour d'un bourg-centre de Fauville-en-Caux, qui regroupe plus de 2 000 habitants et un bon millier d'emplois, et de 6 villages, qui sont les anciennes communes de d'Auzouville-Auberbosc, de Bennetot, de Bermonville,  de Ricarville, de Saint-Pierre-Lavis et de Sainte-Marguerite-sur-Fauville. La commune nouvelle compte de nombreux lieux-dits, comme Ronfrebosc, Auberbosc, Hameau joyeux, le Bout joyeux, Fauque, Les Juifs, La Londe, La Chaussée de Saint-Pierre, Carouge, le Boos.

### Voies de communication et transports
Son territoire dispose d'un échangeur sur l'Autoroute A29  et est desservi par plusieurs routes départementales, dont l'ancienne RN26 (actuelle RD 926).

## Toponymie
Le nom de Terres-de-Caux a été choisi par les élus municipaux en référence au pays de Caux dans lequel se trouve la commune et après consultation de la population.

## Histoire
Le regroupement est envisagé à l'initiative de Jean-Marc Vasse, maire du bourg centre depuis une vingtaine d'années, à partir de 2014. Après avoir réfléchi à l'échelle de l'ancienne communauté de communes Cœur de Caux, qui comptait 22 communes, le projet s'est resserré en 2015 autour des sept communes appartenant au même bassin de proximité qui ont fusionné le 1er janvier 2017,.
Les objectifs de cette fusion étaient, aux termes de la charte de la commune nouvelle, de : 
- « Mutualiser les forces en regroupant tous les moyens humains, matériels et financiers des sept communes, afin d’optimiser leur usage et de maintenir un niveau de dépense publique soutenable,
- Assurer une représentation équitable de chacune des communes historiques au sein de la commune nouvelle,
- Assurer une meilleure représentativité du territoire et de ses habitants auprès de l’État, et des autres acteurs publics et privés »,

dans le respect des principes suivants : 
- « Conserver l’identité de chaque commune fondatrice, préserver son cadre de vie et assurer une représentation équitable de chacune d’entre elles au sein de la commune nouvelle,
- Préserver le patrimoine communal et en optimiser les usages,
- Maintenir un service public de proximité adapté aux besoins des habitants du territoire permettant de renforcer le développement cohérent et équilibré de chaque commune fondatrice, tout en restant vigilant sur la bonne gestion des deniers publics,
- Garantir un cadre de vie accueillant et attractif permettant aux habitants de s’épanouir dans une vie locale riche et diversifiée, chaque commune devant conserver son identité et ses spécificités,
- Conforter et développer l’attractivité du territoire notamment en matière de services publics et privés, d’économie (commerce, artisanat, agriculture) et d’habitants,
- Porter des projets qu’une commune seule ne peut réaliser.
- Contribuer à promouvoir dans le cadre de ses compétences un développement durable visant à « satisfaire les besoins de développement et la santé des générations présentes, sans compromettre la capacité des générations futures à répondre aux leurs ».

La commune est ainsi née du regroupement des communes d'Auzouville-Auberbosc, de Bennetot, de Bermonville, de Fauville-en-Caux, de Ricarville, de Saint-Pierre-Lavis et de Sainte-Marguerite-sur-Fauville, qui deviennent des communes déléguées le 1er janvier 2017 et après avis favorables de leurs conseils municipaux. Son chef-lieu se situe à Fauville-en-Caux.

## Politique et administration

### Rattachements administratifs et électoraux
La commune nouvelle se trouve  dans l'arrondissement du Havre du département de la Seine-Maritime.
Pour les élections départementales, la commune fait partie  du canton de Saint-Valery-en-Caux
Pour l'élection des députés, elle fait partie de la neuvième circonscription de la Seine-Maritime.

### Intercommunalité
La commune nouvelle est membre de la Communauté d'agglomération Caux Seine Agglo, un établissement public de coopération intercommunale (EPCI) à fiscalité propre créé le 1er janvier 2017.
Cette intercommunalité a été créée par la fusion de plusieurs structures intercommunales, dont la communauté de communes Cœur de Caux dont faisaient jusqu'alors partie les communes qui ont constitué Terre-de-Caux.

### Liste des maires
| Période      | Période                    | Identité        | Étiquette | Qualité |
| ------------ | -------------------------- | --------------- | --------- | --- |
| janvier 2017 | En cours (au 10 août 2020) | Jean-Marc Vasse | LR        | Cadre supérieur, délégué général de l'Interprofession Horticole française Vice-président de la CC Cœur de Caux (2008 → ) Maire de Fauville-en-Caux (1989 → 2016) Réélu pour le mandat 2020-2026, |

### Liste des communes déléguées
| Nom                            | Code Insee | Intercommunalité | Superficie (km2) | Population (dernière pop. légale) | Densité (hab./km2) |
| ------------------------------ | ---------- | ---------------- | ---------------- | --------------------------------- | ------------------ |
| Fauville-en-Caux (siège)       | 76258      | CC Cœur de Caux  | 8,11             | 2 192 (2014)                      | 270                |
| Auzouville-Auberbosc           | 76044      | CC Cœur de Caux  | 6,08             | 318 (2014)                        | 52                 |
| Bennetot                       | 76078      | CC Cœur de Caux  | 4,58             | 178 (2014)                        | 39                 |
| Bermonville                    | 76080      | CC Cœur de Caux  | 7,41             | 483 (2014)                        | 65                 |
| Ricarville                     | 76525      | CC Cœur de Caux  | 4,18             | 322 (2014)                        | 77                 |
| Saint-Pierre-Lavis             | 76639      | CC Cœur de Caux  | 4,49             | 254 (2014)                        | 57                 |
| Sainte-Marguerite-sur-Fauville | 76607      | CC Cœur de Caux  | 3,16             | 278 (2014)                        | 88                 |

Les sept mairies de Terres-de-Caux
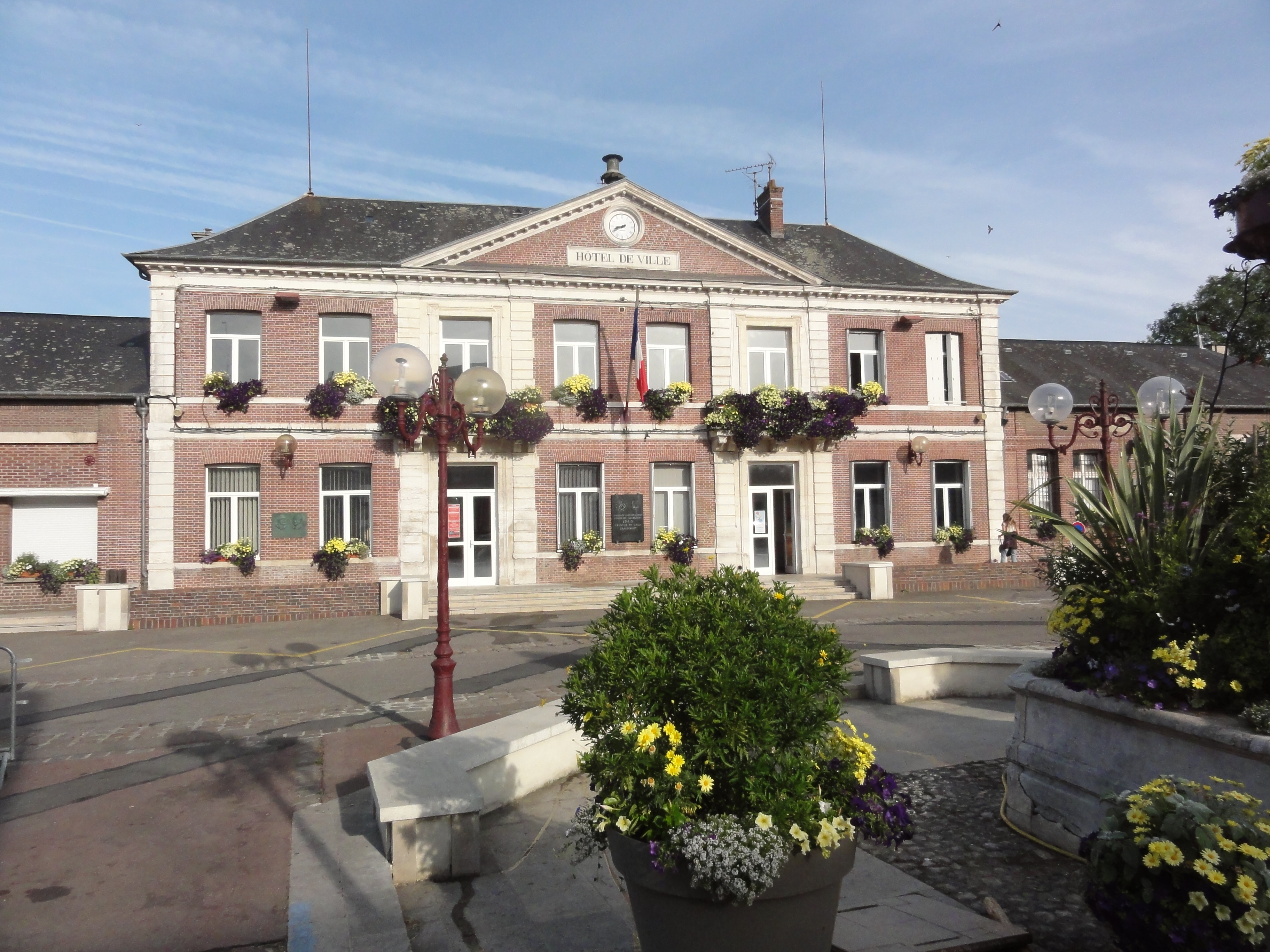
Mairie de Terres-de-Caux, mairie annexe de Fauville-en-Caux.
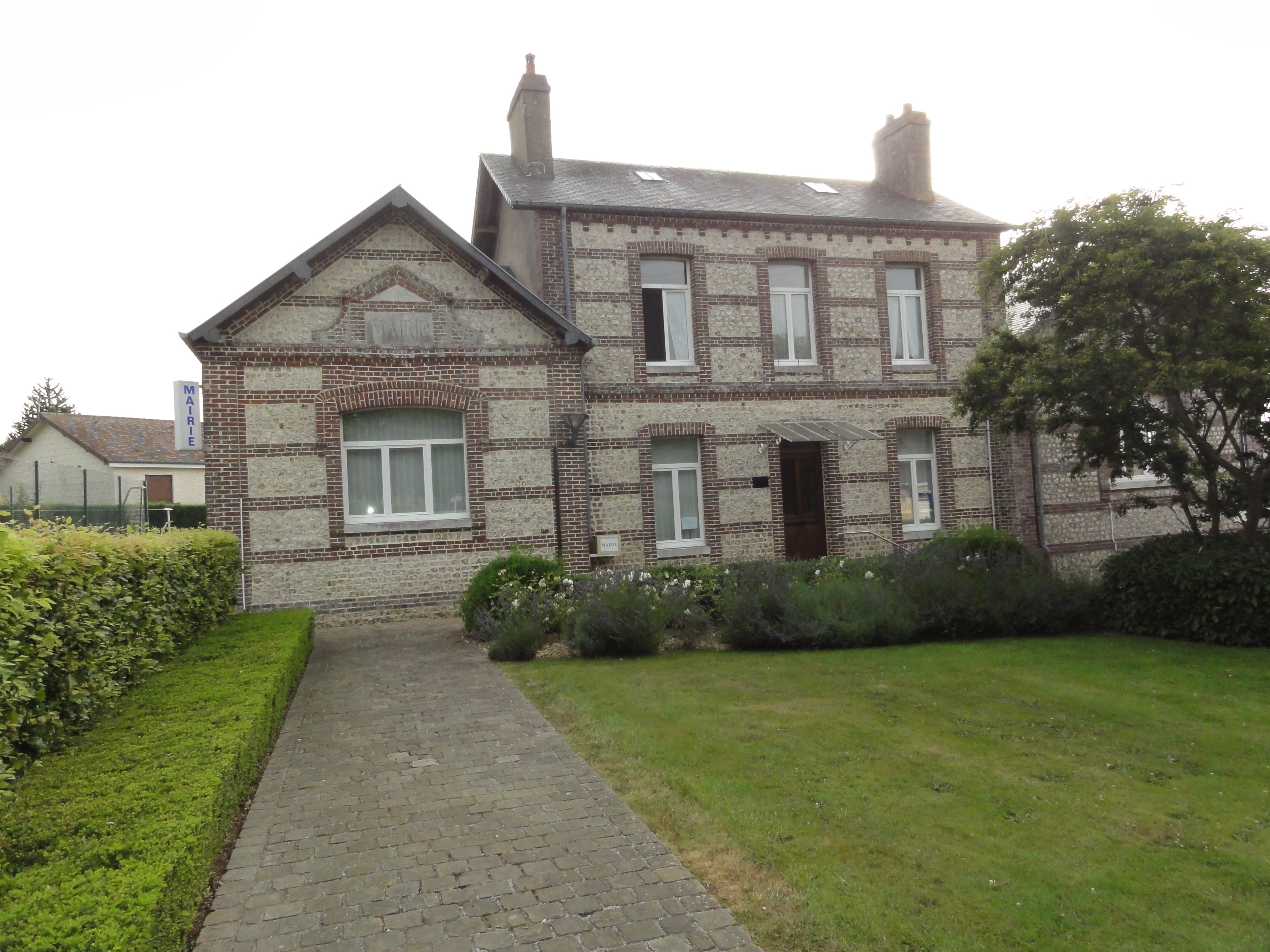
Mairie annexe d'Auzouville-Auberbosc.
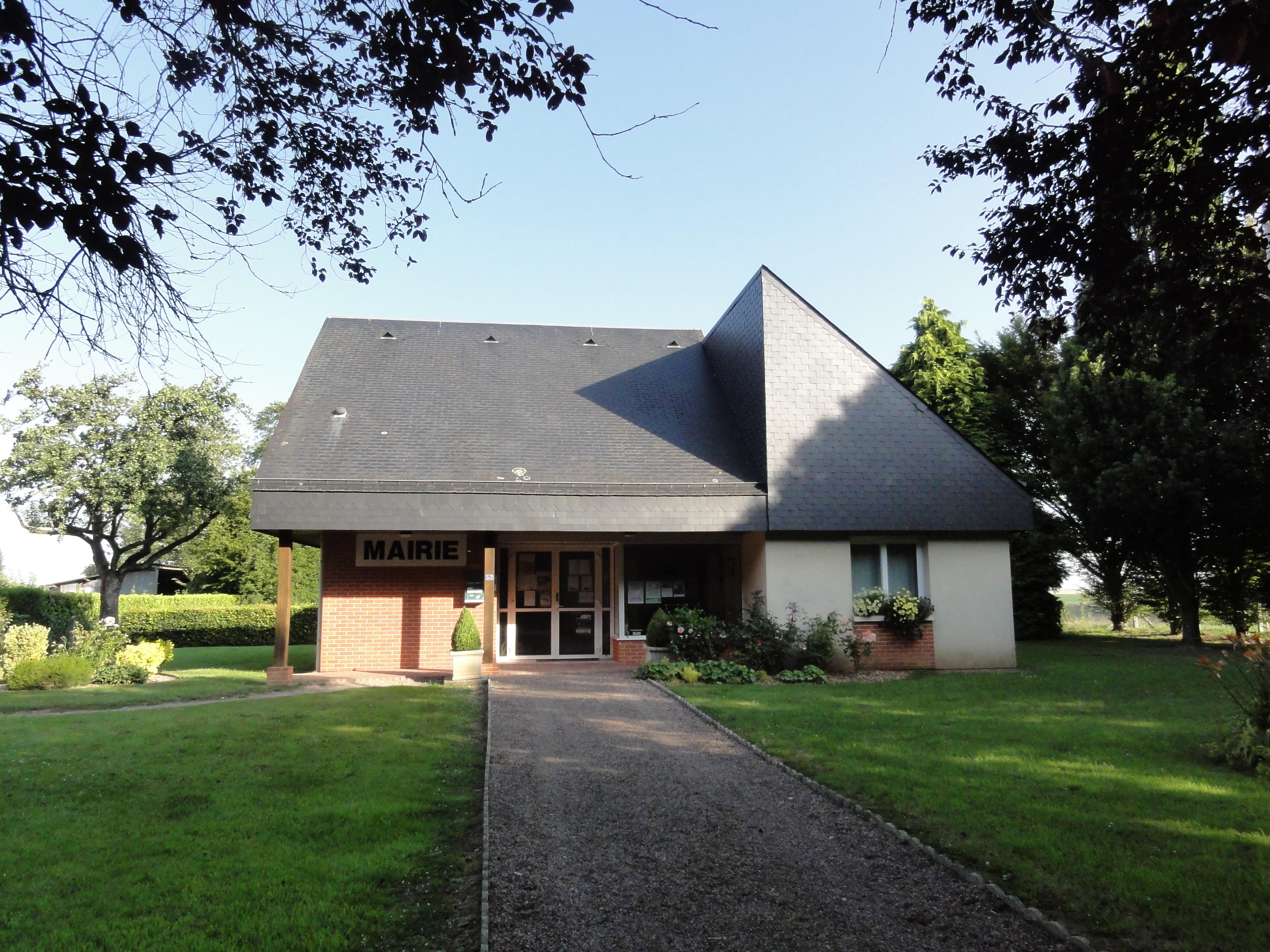
Mairie annexe de Bennetot.
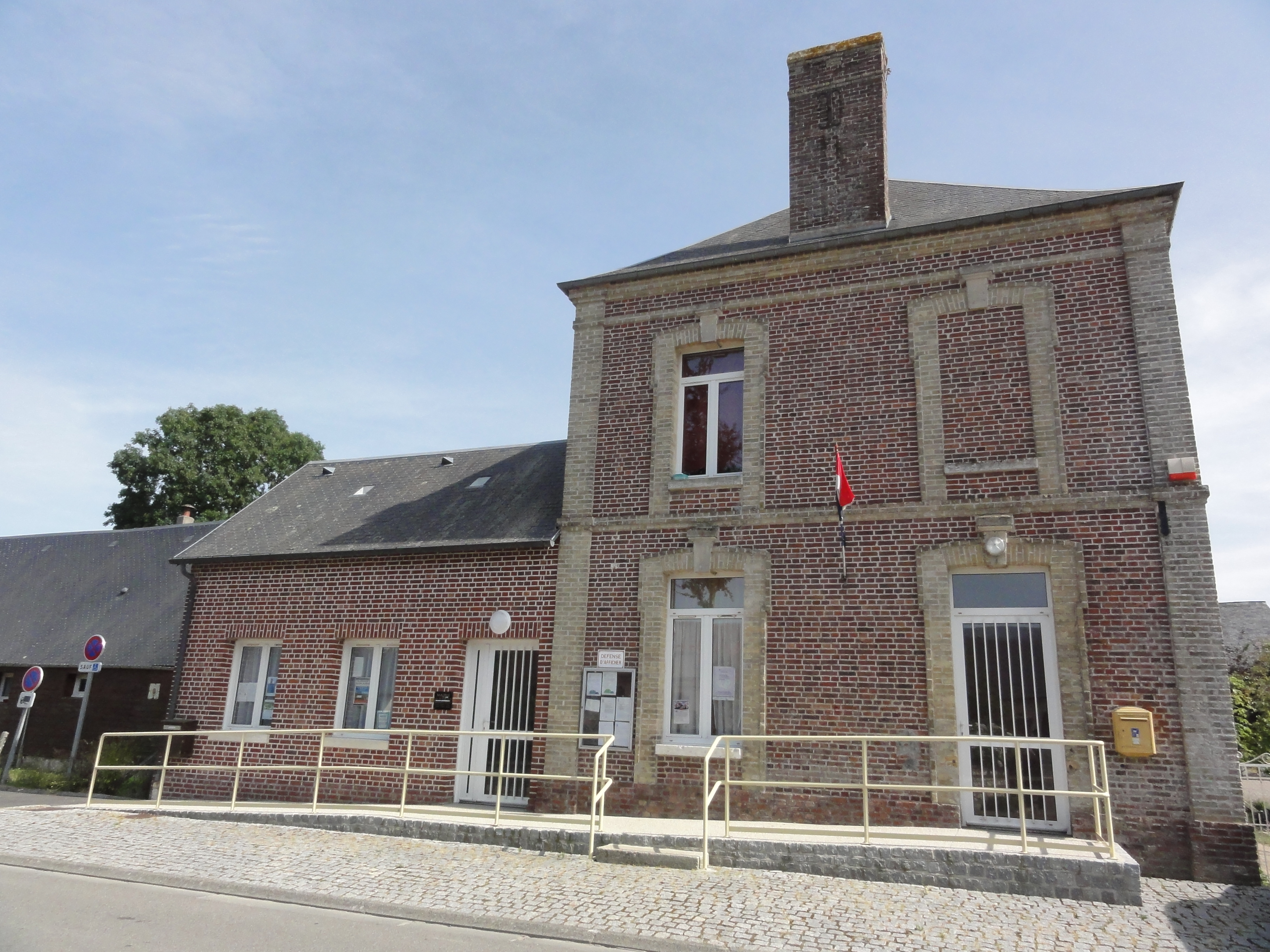
Mairie annexe de Bermonville
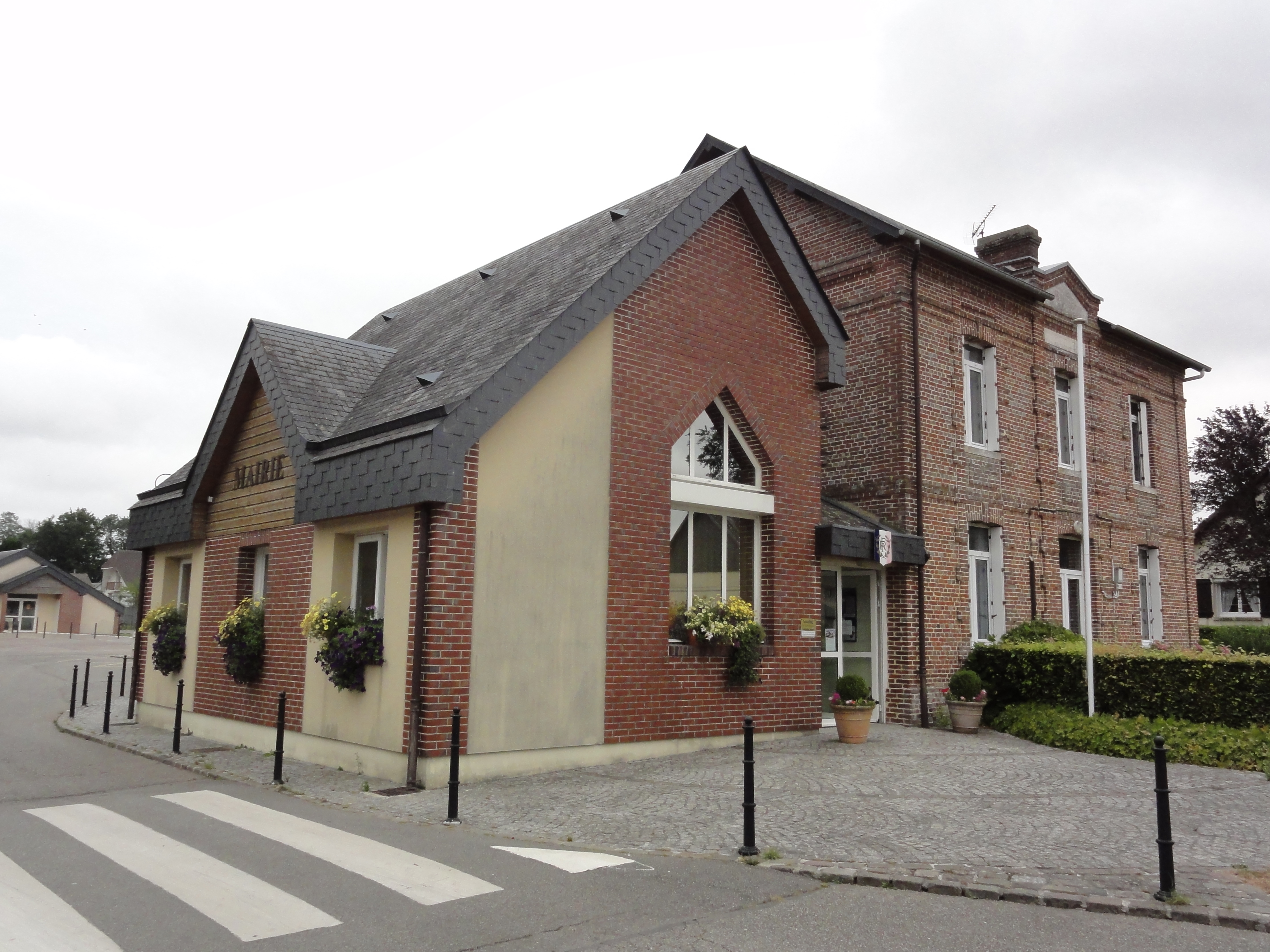
Mairie annexe de Ricarville.
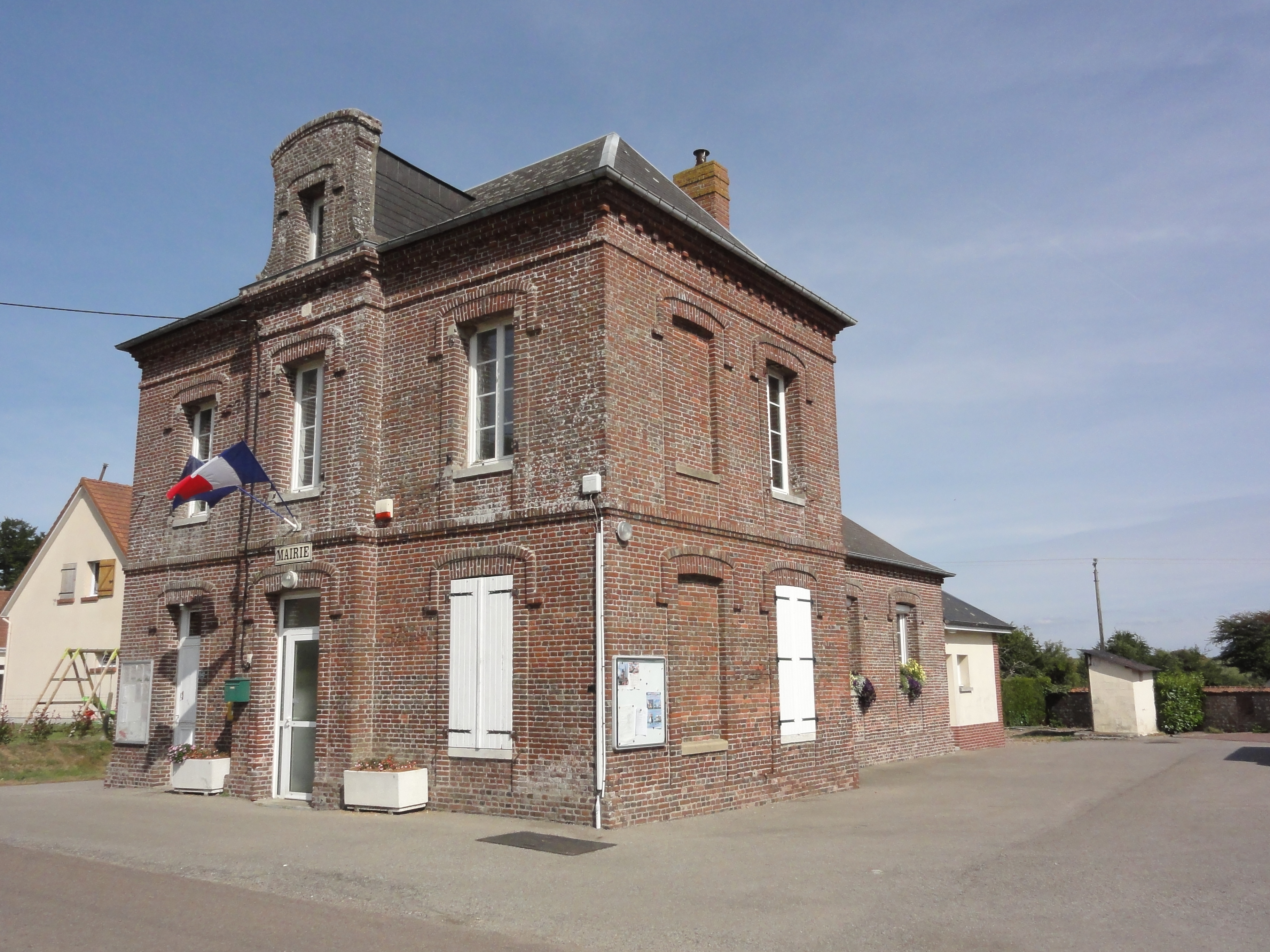
Mairie annexe de Saint-Pierre-Lavis.
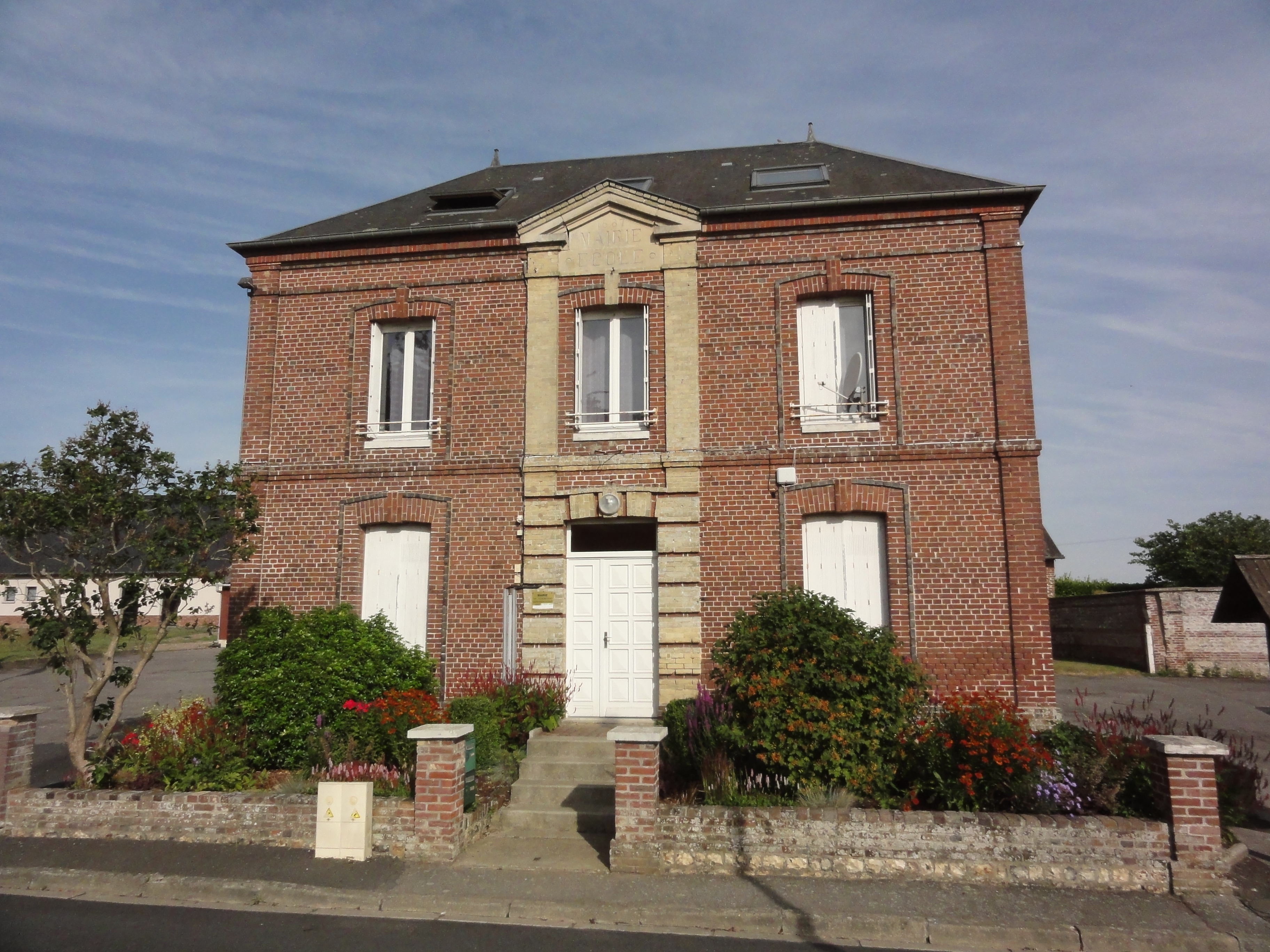
Mairie annexe de Sainte-Marguerite-sur-Fauville.

## Équipements et services publics

### Enseignement
- L'école maternelle Camille-Claudel à Fauville-en-Caux.
- Les écoles primaires : l'école primaire Jean-Loup-Chrétien à Fauville-en-Caux, l'école primaire de Bermonville et l'école Luc-Ferry à Ricarville (écoles publiques), et l'école privée Saint-Louis à Fauville-en-Caux
- Le collège François-Villon (collège public)
- Un lycée professionnel, Espace horticole, centre de formation d'apprentis agricoles et horticoles, avec une hortitèque.

## Population et société

### Démographie
| 1968  | 1975  | 1982  | 1990  | 1999  | 2007  | 2012  | 2017  |
| ----- | ----- | ----- | ----- | ----- | ----- | ----- | ----- |
| 2 540 | 2 733 | 2 961 | 3 216 | 3 391 | 3 728 | 4 000 | 4 142 |

### Médias
- Le quotidien Paris Normandie et l'hebdomadaire Le Courrier cauchois relatent les informations locales.
- La commune est située dans le bassin d'émission de la chaîne de télévision France 3 Normandie.

## Culture locale et patrimoine

### Lieux et monuments
Le patrimoine de la commune est celui des communes déléguées qui la composent.
On peut signaler les sept églises de Terres-de-Caux : 
- Église Saint-Léger d'Auzouville-Auberbosc.
- Église Saint-André et Saint-Eutrope de Bennetot.
- Église Notre-Dame-de-la-Nativité de Bermonville.
- Église Notre-Dame de Fauville-en-Caux.
- Église Sainte-Croix de Ricarville.
- Église Saint-Pierre de Saint-Pierre-Lavis.
- Église Sainte-Marguerite de Sainte-Marguerite-sur-Fauville.

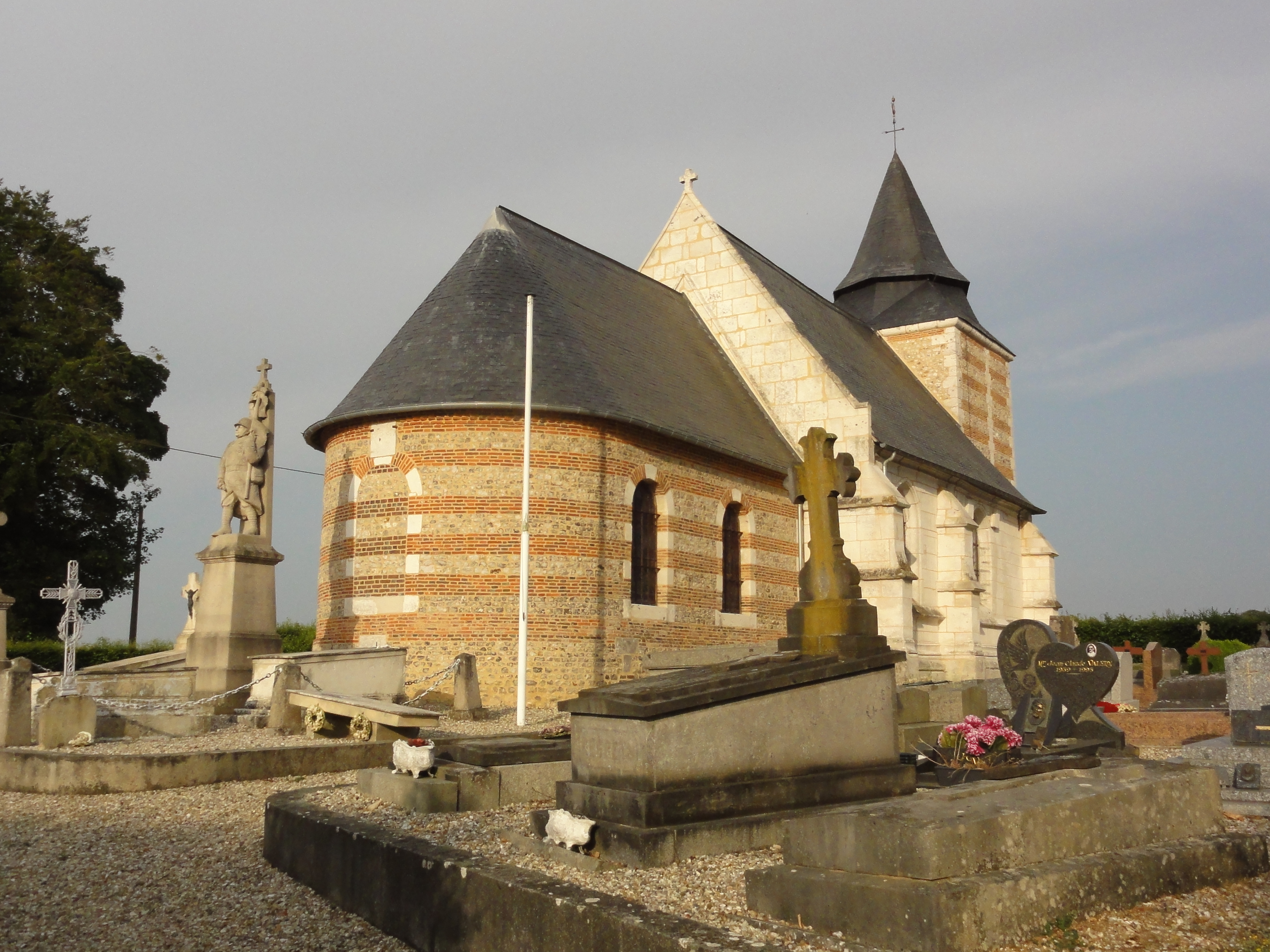
Église Saint-Léger d'Auzouville-Auberbosc.
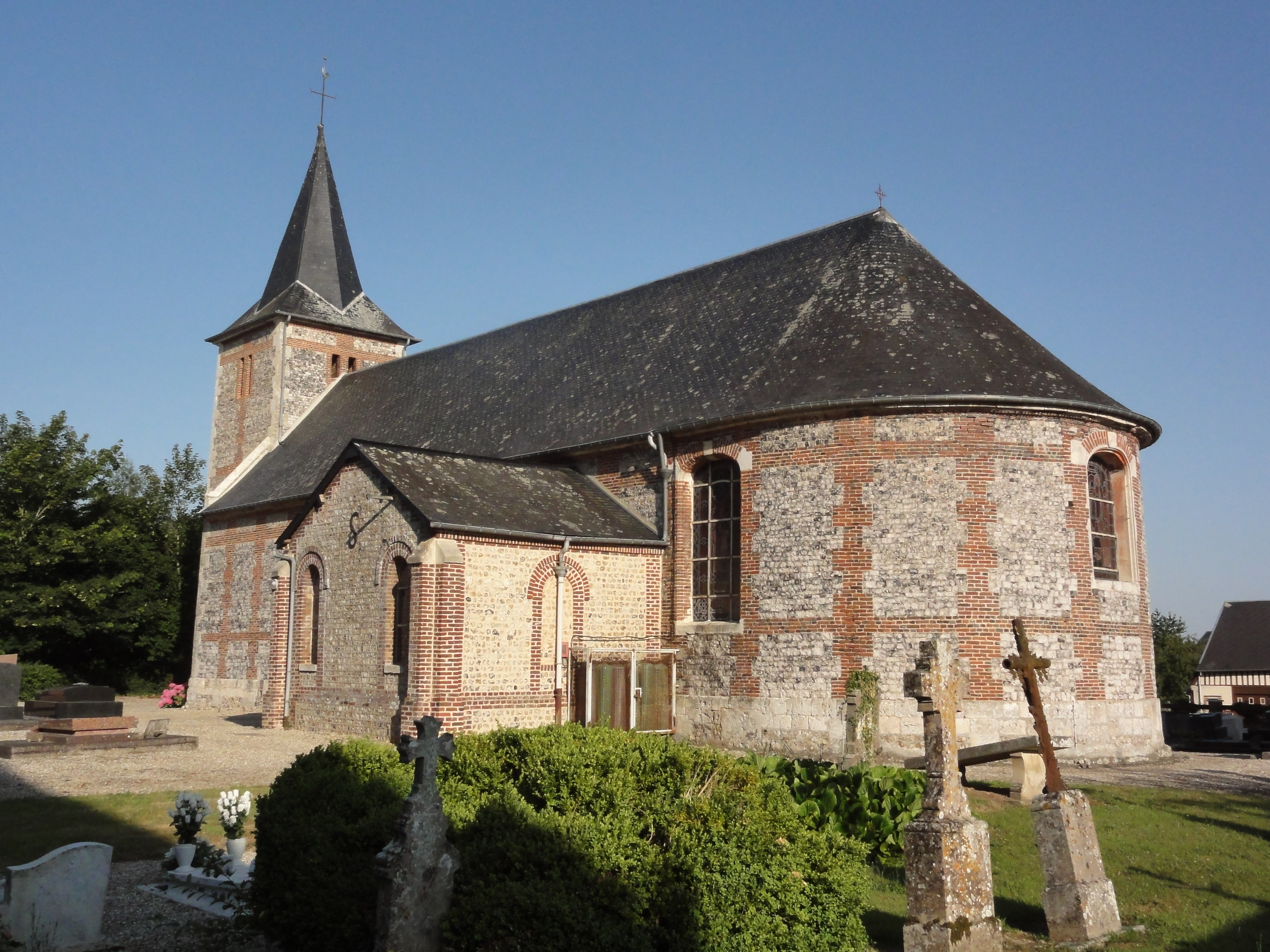
Église Saint-André et Saint-Eutrope de Bennetot.
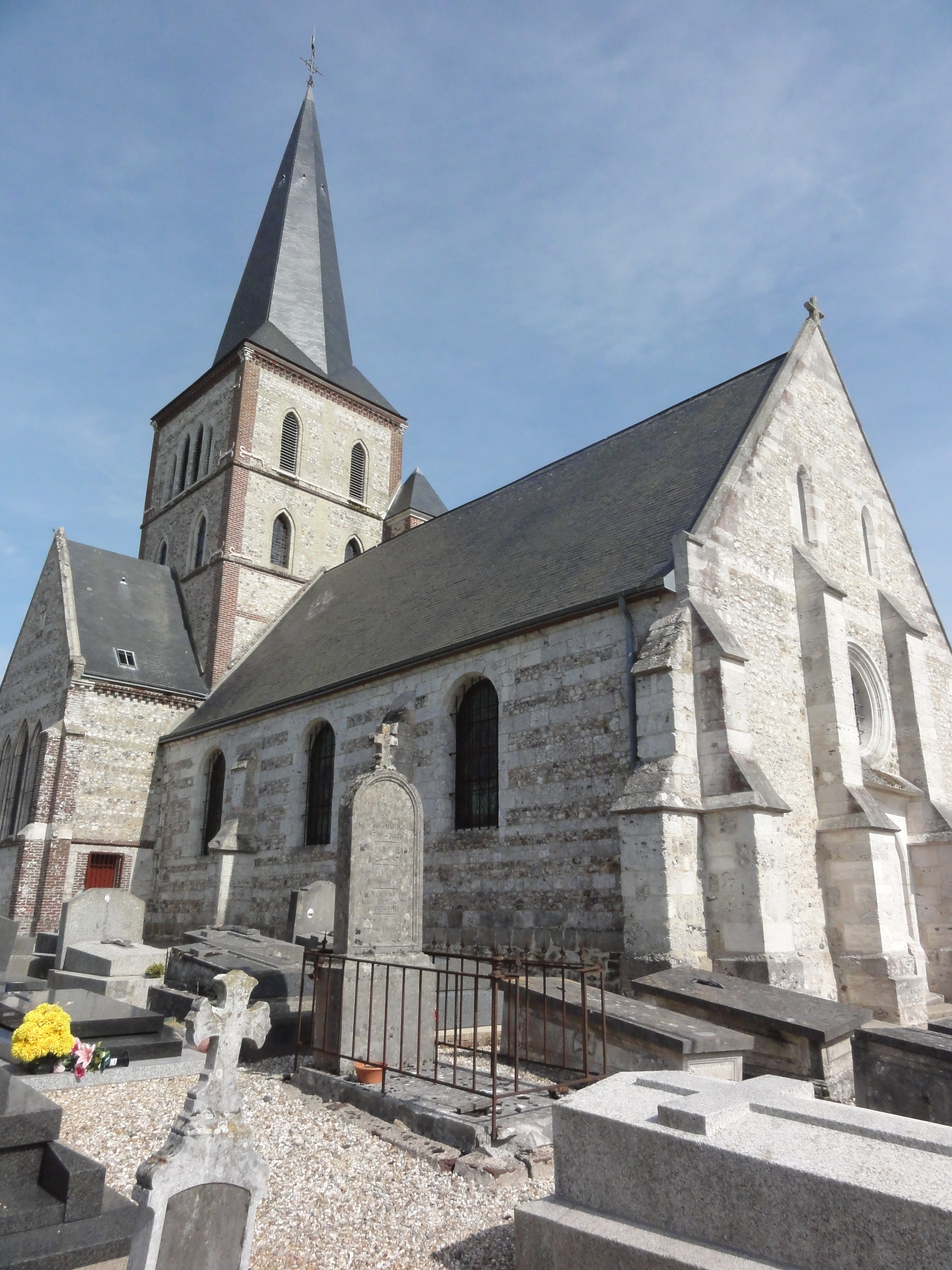
Église Notre-Dame-de-la-Nativité de Bermonville.
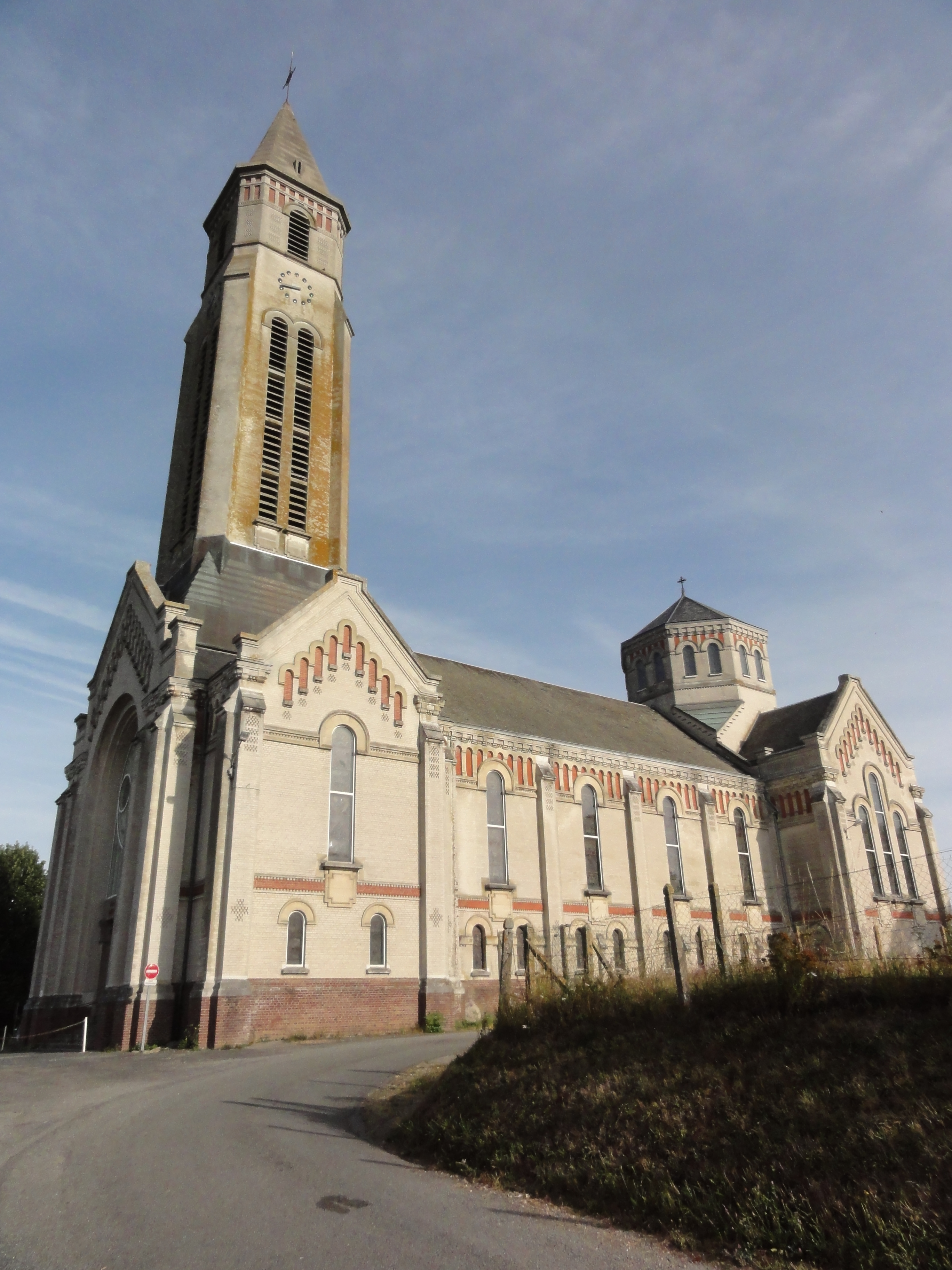
Église Notre-Dame de Fauville-en-Caux.
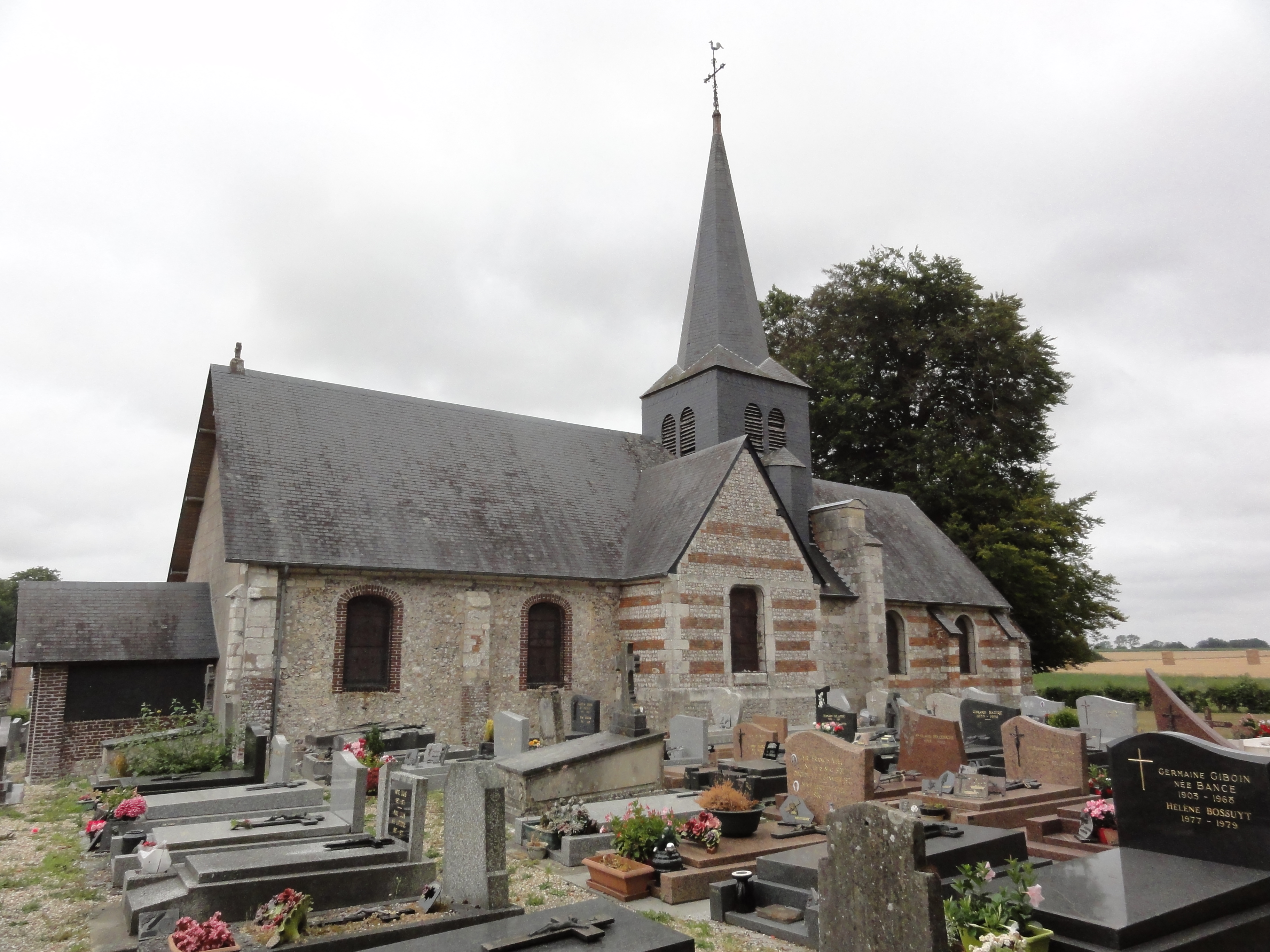
Église Sainte-Croix de Ricarville.
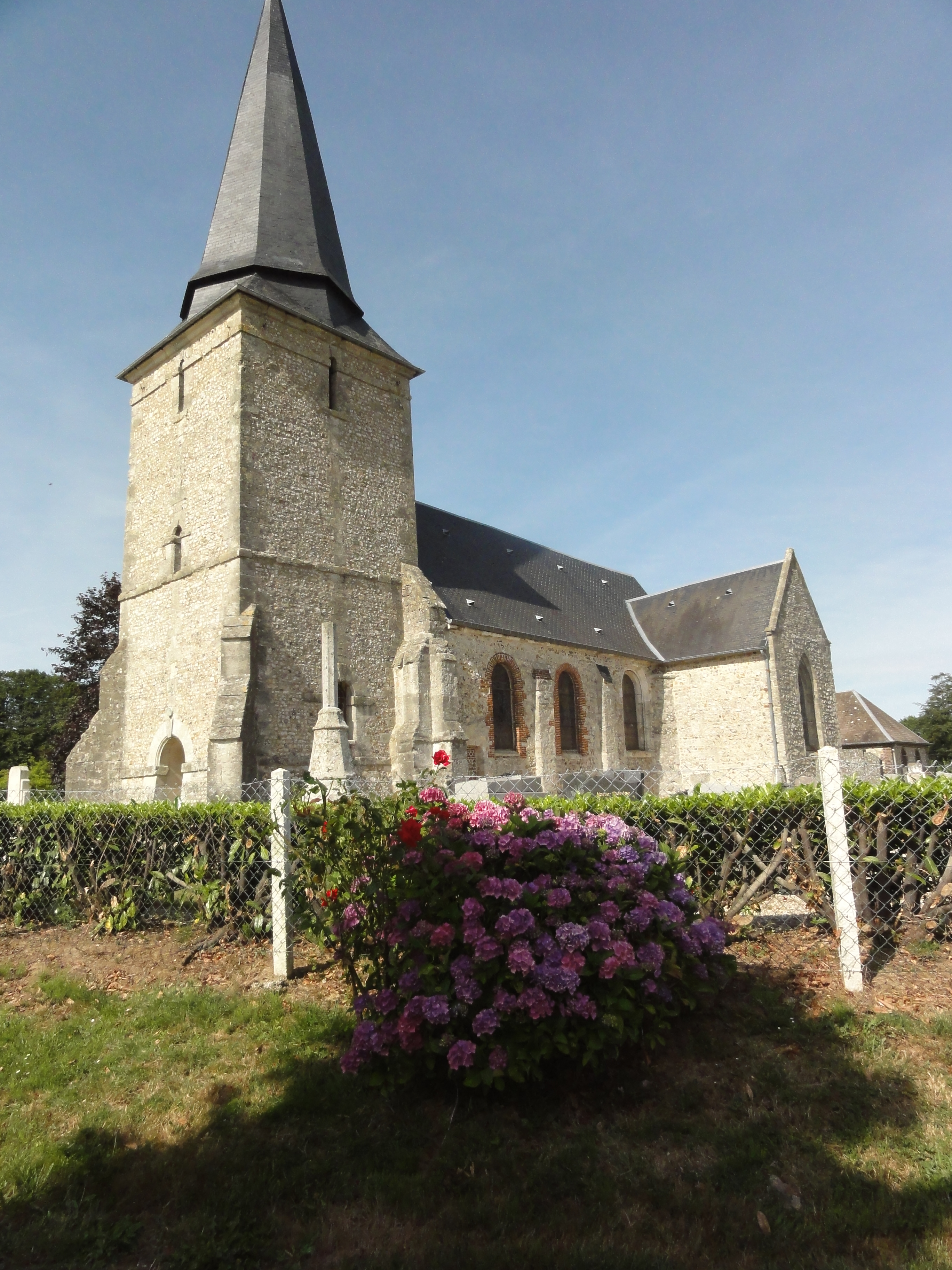
Église Saint-Pierre de Saint-Pierre-Lavis.
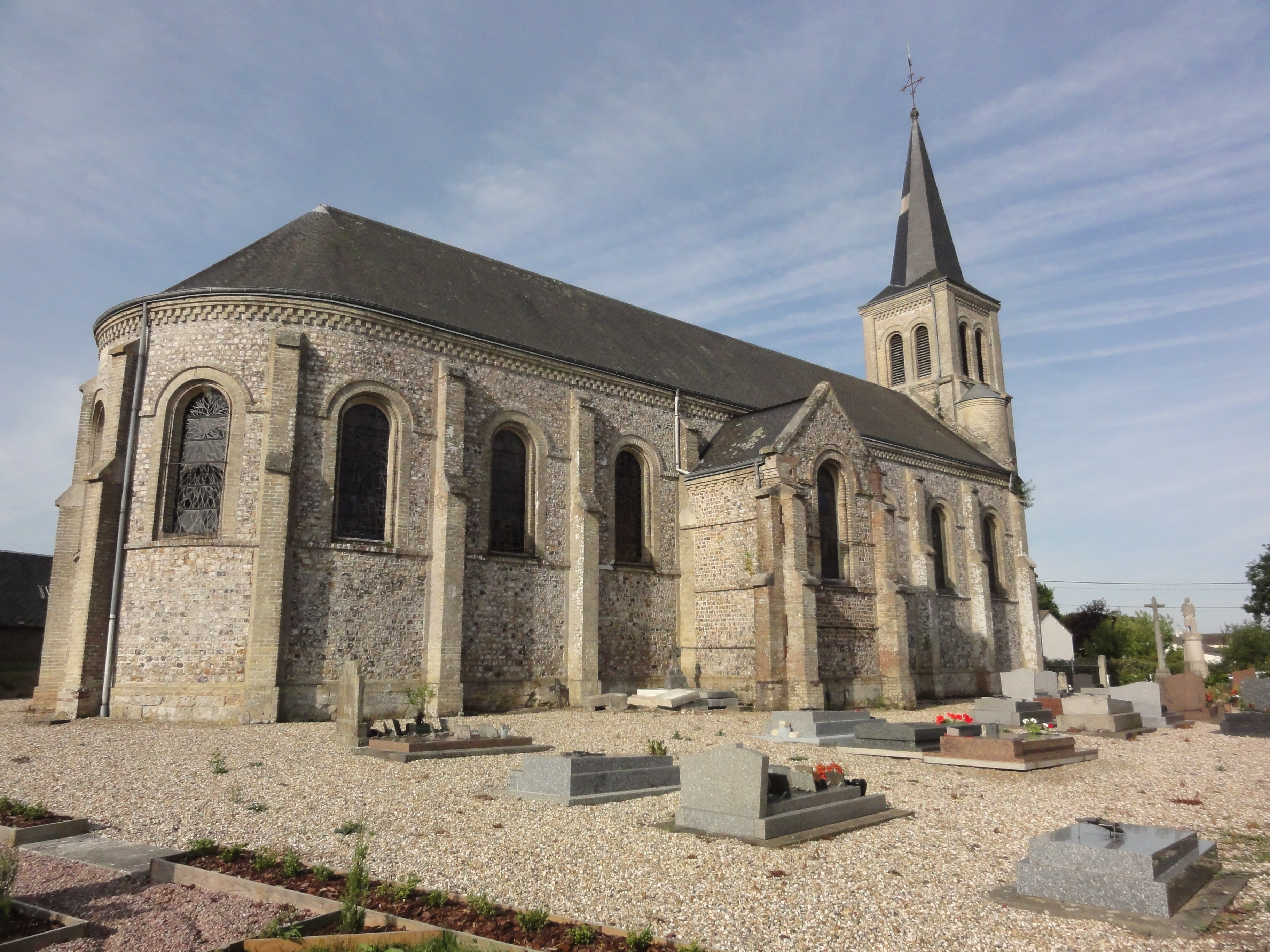
Église Sainte-Marguerite de Sainte-Marguerite-sur-Fauville.

## Pour approfondir